# Pelastoneurus thompsoni
Pelastoneurus thompsoni är en tvåvingeart som beskrevs av Grichanov 2004. Pelastoneurus thompsoni ingår i släktet Pelastoneurus och familjen styltflugor.
Artens utbredningsområde är Burundi. Inga underarter finns listade i Catalogue of Life.